# Dormilon bistré
Muscisaxicola maclovianus
Espèce
Synonymes
- Muscisaxicola macloviana

Statut de conservation UICN

 LC  : Préoccupation mineure
Le Dormilon bistré (Muscisaxicola maclovianus) est une espèce de passereau placée dans la famille des Tyrannidae.

## Illustrations
- Photos

## Description
Il mesure environ 16 cm de longueur, le mâle étant légèrement plus grand que la femelle. Comme les autres tyrannidés, il a de longues jambes et une position debout. Son plumage est principalement gris foncé sur le dessus, gris pâle au-dessous avec une couronne brun foncé et une face noire. La croupe et la queue sont noires avec une plumes extérieures de la queue blanches. Les pattes et le bec sont noirs. Les oiseaux des îles Falkland (M. m. maclovianus) sont plus gros et plus gris que ceux de la péninsulaire (M. m. mentalis).
Le chant est un gazouillis faible qui peut être émis sur le sol ou en vol.

## Alimentation
Il vit sur le sol où il se nourrit de mouches et de chenilles.

## Reproduction
Le nid est placé entre les roches et est fait d'herbe et de radicelles doublé de laine ou de plumes. La femelle pond deux ou trois œufs blancs avec des taches brun-rouge. Il y a généralement deux couvées sur une saison de reproduction.

## Habitat et répartition
Il niche dans les régions méridionales du Chili et de l'Argentine et sur les îles Falkland. Il habite les zones ouvertes du niveau de la mer jusqu'à 1 500 m d'altitude dans les Andes. Pendant l'hiver austral, certains oiseaux migrent vers le nord jusqu'en Uruguay, au nord de l'Argentine et au Pérou. Il descend alors vers les zones de plaine et on peut le trouver dans les terres agricoles, les jardins et les plages.

## Sous-espèces
Selon la classification de référence du Congrès ornithologique international (14.2, 2024) :
- M. m. mentalis d'Orbigny & Lafresnaye, 1837 — Andes australes ;
- M. m. maclovianus (Garnot, 1826) — îles Malouines.